# اتو آبتس
هاینریش اتو آبتس (به آلمانی: Heinrich Otto Abetz) (۲۶ مارس ۱۹۰۳–۵ می ۱۹۵۸) سیاستمدار آلمانی و از نوامبر سال ۱۹۴۰ تا ژوئیه سال ۱۹۴۴ سفیر آلمان در فرانسه ویشی بود.

## زندگی‌نامه
اتو آبتس روز ۲۶ مه سال ۱۹۰۳ در شوتسینگن زاده شد. دوران تحصیل را در کارلسروهه گذراند و معلم هنر شد. او از هواداران حزب ناسیونال سوسیالیست بود. آبتس سال ۱۹۳۵ وارد وزارت خارجه رایش سوم شد. پس از سقوط فرانسه، آبتس از ماه ژوین سال ۱۹۴۰ تا سال ۱۹۴۴ سفیر آلمان در فرانسه بود. آبتس پس از پایان جنگ جهانی دوم، ماه ژوئیه سال ۱۹۴۹ به اتهام جنایت جنگی، به بیست سال حبس محکوم گردید. با این حال ماه آوریل سال ۱۹۵۴ از زندان فرانسه آزاد شد. اتو آبتس سال ۱۹۵۸ در سانحه رانندگی در اتوبان کلن-رور جان باخت. مرگ او ممکن است گونه‌ای از انتقام‌گیری بوده باشد.